# رومن بزوس
رومن بزوس (اوکراینی: Роман Анатолійович Безус؛ زادهٔ ۲۶ سپتامبر ۱۹۹۰) بازیکن فوتبال اهل اوکراین است.
از باشگاه‌هایی که در آن بازی کرده‌است می‌توان به باشگاه فوتبال فورسکلا پولتاوا، باشگاه فوتبال دینامو کی‌یف، و باشگاه فوتبال دنیپرو اشاره کرد.
وی همچنین در تیم‌های ملی فوتبال زیر ۲۱ سال اوکراین و اوکراین بازی کرده‌است.